# Khond
Khond, ett dravidiskt språk, talat i Indien av khondfolket.
Studiet av khondspråket uppmuntrades särskilt av de brittiska myndigheterna före 1947. Språket har egentligen blivit undersökt med tillhjälp av de från meriaoffren räddade och i missionsskolor uppfostrade barnen. Det är delat i 4 dialekter, av vilka ingen ännu höjt sig till supremati över de andra, skiljer sig mycket från sina närmaste dravidiska grannar i söder, gond och telugu, och ansluter sig närmare till de mera sydliga tamil och kanara. Det saknar litteratur och eget alfabet, och till de få på khond-språket översatta böckerna har nyttjats antingen det latinska eller det indiska oriyaalfabetet.